# 호텔 뉴 오타니 도쿄
호텔 뉴 오타니 도쿄(일본어: ホテルニューオータニ)는 일본 도쿄에 위치한 마천루다.

## 같이 보기
- 일본의 건축물 및 구조물 목록
- 도쿄의 건축물 및 구조물 목록